# Терещенко, Николай Игнатьевич
Николай Игнатьевич Терещенко (15 октября 1902, Севастополь, Таврическая губерния — 16 апреля 1944, Севастополь, Крымская АССР) — советский партийный деятель, подпольщик. Расстрелян во время немецкой оккупации Севастополя. Член ВКП(б) с 1928 года.

## Биография
Родился 15 октября 1902 года в Севастополе в семье рабочих. В 15 лет начал работать на Севастопольском морском заводе. В 1928 году вступил в ВКП(б). С 1934 года являлся партийным работником. Трудился парторгом крымских колхозов «Коминтерн» и «Роте Фане», директором Симферопольской МТС по политчасти и инструктором промышленного отдела севастопольского ГК ВКП(б).
С началом Великой Отечественной войны и во время обороны Севастополя являлся помощником секретаря горкома партии. Занимался эвакуацией населения. В июле 1942 года попал в плен. С января 1943 года находился в лагере для военнопленных, который был размещён в Лазаревских казармах. В лагере Терещенко действовал под псевдонимом «Михайлов» и организовал подпольную группу. Члены группы занимались распространение листовок, проводили сбор разведывательных данных, а также занимались порчей и хищением продовольствия и оружия. Одним из главных направлений в деятельности подпольщиков была организация побегов военнопленных.
В мае 1943 года Терещенко наладил связь с КПОВТН (Коммунистическая подпольная организация в тылу немцев) под руководством Василия Ревякина. 29 октября 1943 года Терещенко удаётся бежать из лагеря, после чего он живёт на нелегальном положении на конспиративных квартирах КПОВТН. Принимает участие в диверсионной деятельности организации.
Из-за провала подпольщиков 29 марта 1944 года он был арестован и 16 апреля 1944 был расстрелян на Юхариной балке. Похоронен на кладбище Коммунаров в Ленинском районе. Посмертно награждён орденом Ленина и медалью «За оборону Севастополя». Решением Севастопольского городского совета от 21 июля 1961 года улица Садовая в Ленинском районе была переименована в честь Николая Терещенко.

## Награды
- Орден Ленина (10 мая 1965)[1]
- Медаль «За оборону Севастополя» (1975)[1]